# Lucien Fugère
Pour les articles homonymes, voir Fugère.
Lucien Fugère, né le 22 juillet 1848 à Paris 8e et mort le 15 janvier 1935 à Paris 9e, est un chanteur d'opéra, voix de basse, associé en particulier avec les rôles du répertoire français et Mozart. Il a bénéficié d'une exceptionnellement longue carrière et chantait encore à 85 ans.

## Biographie
Fils de Henri Fugère (d), graveur-estampeur et militant fouriériste, mort quelques jours avant le 6e anniversaire de son fils, Lucien est apprenti maçon, dès l'âge de 12 ans, et travaille à la réparation des statues et gargouilles de Notre-Dame avec ses frères. À cette époque, il rejoint et se fait remarquer dans des sociétés populaires de chants de Paris.
Alors qu’il travaille comme vendeur de bijoux, il décide de tenter sa chance dans la musique. Il apprend les éléments du métier dans les cours gratuits de chant qu’Édouard Batiste professait au Conservatoire deux fois par semaine, de 8 à 10 heures du soir, dont il a par hasard appris l’existence. Un peu plus tard, en économisant sur son salaire, il parvient à se payer quelques leçons particulières de chant, car il a été refusé au Conservatoire de Paris, il fait ses débuts en tant que chansonnier au Bataclan en 1870. Il fait ensuite ses débuts dans l'opérette au théâtre des Bouffes-Parisiens, en 1874, dans La Branche cassée de Gaston Serpette. Fugère chante dans La Boite au lait, Madame l'archiduc, Le Moulin du vert-Galant et dans La Langue créole aux Bouffes.
Le tournant de sa carrière est en 1877, quand il fait ses débuts à l'Opéra-Comique dans le rôle de Jean, dans Les Noces de Jeannette de Victor Massé. Il crée  jusqu'en 1920, des rôles dans plus de 30 opéras, notamment le père de Louise de Gustave Charpentier, Fritelli dans Le Roi malgré lui d'Emmanuel Chabrier, et Pandolfe dans Cendrillon de Jules Massenet, le Diable dans Grisélidis, le chevalier Des Grieux dans le Portrait de Manon, Sancho, Don Quichotte, Boniface dans le Jongleur de Notre-Dame, Maitre André dans Fortunio d' André Messager, Buvat dans le Chevalier d'Harmental, et le Duc de Longueville dans La Basoche. Au total, il a chanté dans plus de 100 rôles y compris Figaro, Leporello, Papageno, Falstaff, et il passe à la Gaîté-Lyrique à partir de 1908 jusqu'en 1919.
Deux chansons de Chabrier lui sont dédiées : Sommation irrespectueuse (1880) et Pastorales des cochons roses (1890).
En 1898, après avoir chanté à la réouverture de la salle Favart, il est présenté au président de la République, Félix Faure de qui il reçoit la croix de chevalier de la Légion d'Honneur.
Fugère chante le Duc de Longueville dans La Basoche, d’André Messager, une dernière fois à l'Opéra-Comique en 1929, et sa dernière apparition sur scène est comme Le Barbier de Séville, au Trianon-Lyrique, en 1933, à l'âge de 85 ans.
Sa voix est décrite comme « une voix de basse chantante, aisée dans le registre de baryton-basse, avec clarté dans le registre inférieur et raffinement habile dans le supérieur »; on dit qu'il est la première basse-bouffe en France. Il a enregistré pour Zonophone en 1902, puis pour Columbia Records en 1928-30 (ré-édité par Symposium),.
Chanteur, acteur exceptionnel et grand musicien, Lucien Fugère connut l'une des plus longues carrières à l'opéra de tous les temps. Lorsqu'on l’interrogeait sur sa longévité, il a dit lors d'un interviewer, « Si un homme ne chante pas bien à 83 ans quand y arrivera-t-il, j'aimerais bien le savoir ! ». Il a été comparé au ténor suisse Hugues Cuénod, qui a fait ses débuts au Metropolitan Opera , à l'âge de 84 ans.
Il devient professeur de chant au Conservatoire de Paris. Il donne des leçons à Mary Garden. 
Il est aussi membre du Comité de l'Association des Artistes dramatiques, et membre de la Commission départementales des Sites et Monuments naturels de caractère artistique de la Charente-Inférieure.
Lucien Fugère est inhumé Cimetière du Père-Lachaise (division 7)
Son frère Paul Fugère (1851 - vers 1920) était aussi un chanteur d'opéra. 

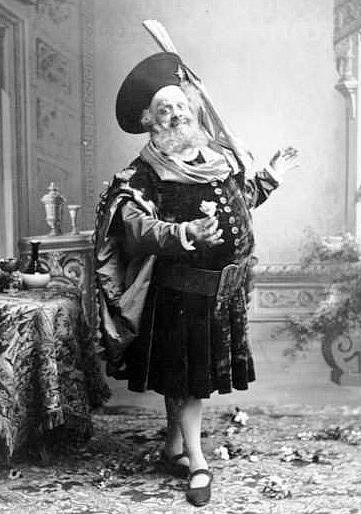
Falstaff dans Sir John Falstaff de Verdi
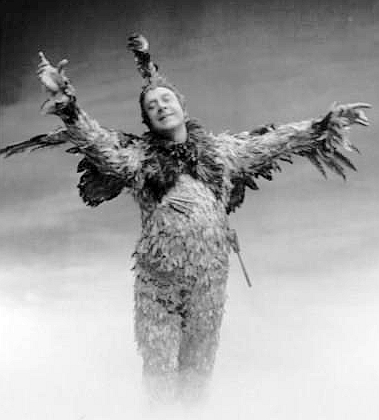
Papageno dans la Flûte enchantée de Mozart
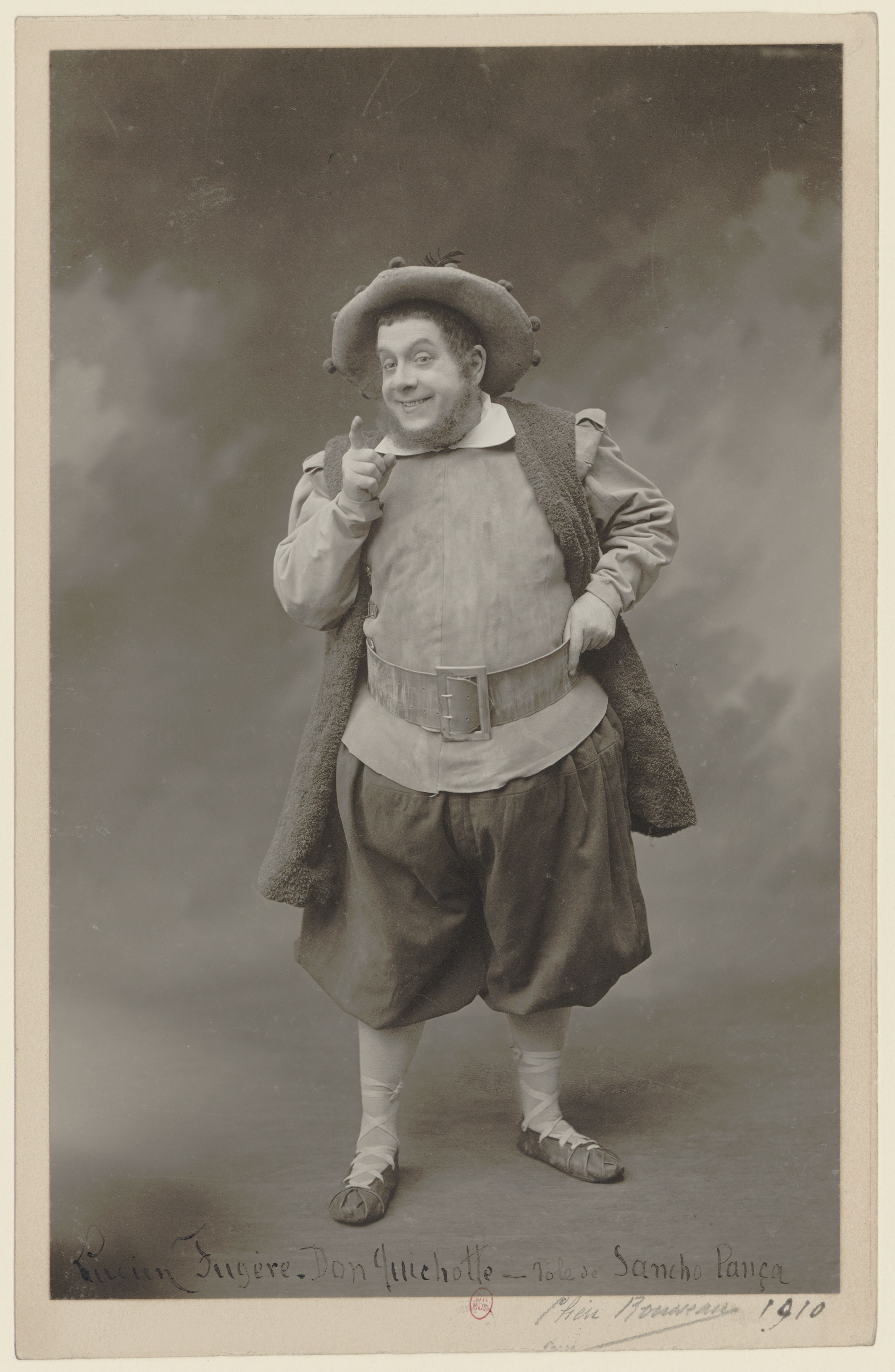
Sancho Pança dans Don Quichotte de Massenet
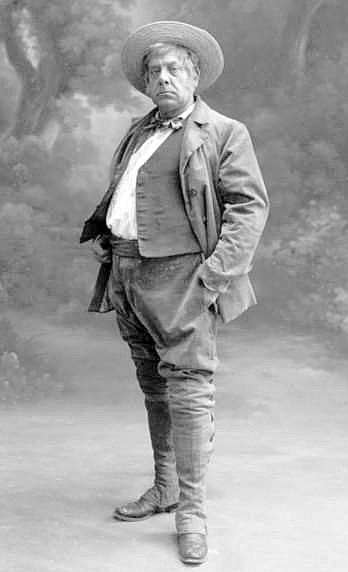
Maître Vigord dans "Sanga" d'Isidore de Lara

## Répertoire
- 1889 : La Cigale Madrilène, musique de Joanni Perronnet ; livret de Léon Bernoux, 12 février 1889, théâtre de l'Opéra-Comique[N 2].
- 1891 : Le Petit Poucet
- 1893 : Surcouf[N 3]
- 1893 : Les Bicyclistes en voyage, 5 octobre 1893, Théâtre de la Gaîté[N 4]
- 1894 : Le Troisième Hussards
- 1894 : Falstaff
- 1894 : Rip, 30 octobre 1894
- 1895 : La Vivandière 16 avril 1895
- 1895 : Panurge 5 décembre 1895
- 1896 : Don Juan 2 décembre 1896
- 1901 : La Fille de Tabarin 15 février 1901
- 1910 : Le Mariage de Télémaque 15 juin 1910[10].

## Décorations
Chevalier de la Légion d'honneur (1898)